# 山稲主
山 稲主（やま の いなぬし、生没年不詳）は、奈良時代後期の人物。姓はなし。肥後国益城郡の人。位階は正六位上（推定）。

## 出自
氏の「山」は本来は「山部」で、桓武天皇即位後の延暦4年（785年）5月3日、天皇の諱を避け、「山」と改称したものである。この稲主の場合も、時代を遡って「山」としたものだと思われる。

## 記録
『続日本紀』の宝亀元年（770年）10月の光仁天皇の宣命によると、改元前の神護景雲4年の8月5日に肥後国葦北郡の女性、日奉部広主売から白い亀の献上があり、続けて同月17日に同じ国の益城郡の山稲主が同様に白い亀を献上した。これらは大瑞にあたるとして、天地が賜る大きな瑞祥は歓び、貴ぶものとして、年号宝亀への改元を行った、とある
それから数日後、稲主と、同じように白い亀を献上した広主売は、位階を十六級進められ、絁（あしぎぬ）10匹、綿20屯、布40段、正税1000束を与えられている。かりに2名を無位とすると、16階昇進で正六位上ということになる。

## 考証
この、肥後国からの貢瑞の話は、巻第三十までの『続紀』本文には現れず、光仁天皇の宣命で初めて記されている。
称徳天皇の崩御は神護景雲4年8月4日であるが、8月17日の稲主の白亀の貢上も、白壁王（光仁天皇）の立太子を祝してのものとは到底思われず、称徳天皇治政の晩年に連続した、天皇及び道鏡への祥瑞の貢進の一環として行われたものであり、神護景雲2年7月11日の刑部広瀬女の赤目の白亀の献進の影響を受けているものと思われる。
光仁天皇は白亀の献進を自身の即位を慶賀するものとして解釈し直し、改元の理由づけとしたことが想定される。宣命文の祥瑞献進が『続紀』本文中に現れないのは、称徳天皇や道鏡を称讃するものであった可能性がある。